# Kwami-Affäre
Die sogenannte Kwami-Affäre wurde von dem nationalsozialistischen Gauleiter von Weser-Ems und Ministerpräsidenten des Freistaates Oldenburg, Carl Röver, ausgelöst, als dieser versuchte, die Predigt des ghanaischen Pastors Robert Kwami am 20. September 1932 in der Lambertikirche in Oldenburg zu verhindern.

## Vortragsreise
Robert Kwami war im Sommer 1932 als Vertreter der ghanaischen Ewe-Kirche auf Einladung der Norddeutschen Missionsgesellschaft zu einer Vortragsreise nach Deutschland eingeladen worden, bei der u. a. auch Spenden gesammelt werden sollten, um die junge Kirche in der ehemaligen deutschen Kolonie Togo zu unterstützen. In der Zeit der Weltwirtschaftskrise waren die Spenden aus Deutschland zuletzt stark zurückgegangen. 60 Vorträge waren geplant, doch aufgrund des großen öffentlichen Interesses wurden schließlich knapp 150 Vorträge in 82 Orten in Lippe, Ostfriesland, der Grafschaft Bentheim und dem Oldenburger Land durchgeführt.

## Auseinandersetzung zwischen Nationalsozialisten und Kirche
Im bereits von den Nationalsozialisten regierten Oldenburg beschloss der Kirchenrat, der Norddeutschen Mission die St.-Lamberti-Kirche für den Vortrag von Pastor Robert Kwami zur Verfügung zu stellen. Umgehend hetzte der amtierende Gauleiter von Weser-Ems und seit 16. Juni 1932 Ministerpräsident des Freistaates Oldenburg, Carl Röver, mit rassistischen Tiraden gegen Kwami und die für den 20. September 1932 geplante Veranstaltung. Die NSDAP forderte vom Oldenburger Staatsministerium, den Auftritt des afrikanischen Pastors zu unterbinden. In einem Schreiben des stellvertretenden Gauleiters Georg Joel und des Leiters der Abteilung für Volksbildung der NSDAP Oldenburg, Jens Müller, wurde das Ministerium ersucht, „eine derartige Kulturschande und Herausforderung des nationalsozialistischen oldenburgischen Ministeriums sofort zu unterbinden.“
Die Kirchengemeinde leitete die Angelegenheit an den Oberkirchenrat Heinrich Tilemann weiter, der öffentlich erklärte, er habe „niemals Bedenken getragen, beglaubigte christliche Persönlichkeiten, die aus der Heidenwelt stammen, unter uns zu Wort kommen zu lassen.“ Röver, für seine verbalen Ausfälle bekannt, griff den Kirchenrat daraufhin an, bezeichnete die Entscheidung als „Dummheit“ oder „Frivolität“, die eigentlich mit Zuchthaus bestraft werden müsse. In einer öffentlichen Rede am 16. September 1932 drohte Röver: „Mit den Leuten, die es wagen, den Neger mit den Weißen auf eine Stufe zu stellen, werde man im Dritten Reich sehr deutlich Fraktur reden, und es kommt der Tag, an dem man von dem Tag, wo der Neger in Oldenburg sprach, als von einem Tag tiefster Schmach sprechen werde.“ Die Norddeutsche Mission sorgte sich nach diesen öffentlichen Hassreden um Kwamis Sicherheit.

## Weite Öffentlichkeit durch Offenen Brief
Daraufhin wandte sich der Oldenburger Pastor Erich Hoyer in einem offenen Brief, den er an 35 Regionalzeitungen verschickte, empört an den amtierenden Ministerpräsidenten von Oldenburg und verwahrte sich gegen die öffentlichen Angriffe. Als Initiator der Veranstaltung sah sich Pastor Hoyer persönlich angegriffen: „Ich fordere Sie […] auf, die Worte, die eine Bedrohung von Sicherheit und Leben eines pflichtgemäß handelnden oldenburgischen Staatsbürgers enthalten, mit dem klaren Ausdruck des Bedauerns zurückzunehmen.“ Auch überregionale Blätter übernehmen den Brief, so dass die Affäre deutschlandweit bekannt wird. Selbst niederländische und englische Zeitungen berichten über den Fall. Kirchenrat Hermann Buck wandte sich an Oberbürgermeister Theodor Goerlitz (DDP) und bat wegen befürchteter Unruhen und Belästigungen um Polizeischutz.

## Vortrag Kwamis
Trotz der öffentlichen Drohungen durch die regierenden Nationalsozialisten wurde die Veranstaltung am 20. September 1932 durchgeführt. Robert Kwami, der nicht nur fließend Deutsch sprach, sondern auch die deutsche Staatsbürgerschaft hatte, hielt am Nachmittag einen stark besuchten Kindergottesdienst ab. Am Abend sprach er vor der mit rund 2000 Besuchern restlos überfüllten Kirche „Vom Segen der Missionsarbeit im Eweland in Westafrika“. Zahlreiche weitere Gemeindemitglieder warteten vor der Kirche, um Kwami Mut zuzusprechen und ihm eine gute Heimreise zu wünschen. In der Kirche bat Kwami in seiner Rede eindringlich darum, in der Missionsarbeit nicht nachzulassen und weiterhin treu zum christlichen Glauben zu stehen.

## Gerichtsverfahren nach der Vortragsveranstaltung
Als Röver seine Drohungen nicht zurücknahm, strengte der Oberkirchenrat ein Gerichtsverfahren an. Plötzlich war das offizielle Stenogramm der Rede Rövers verschwunden, die Zeugenvernehmung bereitete Probleme und von Seiten des Oldenburger Staatsministeriums wurde massiv in die gerichtliche Untersuchung der Vorgänge eingegriffen. Schließlich wurde das Verfahren Ende Dezember 1932 im Rahmen einer Weihnachtsamnestie eingestellt. So endete die Kwami-Affäre unter der ersten nationalsozialistischen Landesregierung in Oldenburg, die nicht nur deutschlandweit, sondern auch in der internationalen Presse für Aufsehen gesorgt hatte, nur wenige Wochen vor der Machtergreifung Adolf Hitlers.
Der Generalpredigerverein, die Standesvertretung der Pfarrerschaft, bedauerte die Einmischung der NSDAP in kirchliche Angelegenheiten „aufs tiefste“ und legte als Reaktion darauf eine Thesenreihe zu Christentum und Rassenlehre vor, die überregional Beachtung fand. Der energische Widerstand der Oldenburger Kirchenoberen gegen die Anwürfe der nationalsozialistischen Landesregierung hatte vor allem für Oberkirchenrat Tilemann Folgen. Der seit 1920 amtierende Leiter der Oldenburgischen Kirche wurde nach der Machtübernahme im Reich von den Nationalsozialisten derart bedrängt, dass er Mitte Januar 1934 seine Demission einreichte.

## Heutige Bewertung der Affäre
„‚Für die Norddeutsche Mission mit Sitz in Bremen ist die Affäre mehr als eine Episode in der Geschichte‘, sagte 2012 der Generalsekretär Hannes Menke. Die Affäre habe den damaligen Verantwortlichen bewusst gemacht, wie wichtig es sei, die Bibel kritisch zu lesen und auszulegen. In der Folge habe sich die Mission deutlich von den so genannten Deutschen Christen distanziert. ‚Eine lebendige Kirche weiß, dass sie für die Menschenrechte und die Demokratie kritisch die Stimme erheben muss.‘“